# Eudolium
Eudolium (nomeadas, em inglês, false tuns -pl.; este termo, "tun", traduzido para o português, significando "tonel" e relacionando-se com o gênero Tonna) é um gênero de moluscos gastrópodes marinhos predadores pertencente à família Tonnidae. Foi classificado por William Healey Dall, em 1889, no texto "reports on the results of dredging, under the supervision of Alexander Agassiz, in the Gulf of Mexico (1877-78) and in the Caribbean Sea (1879-80), by the U.S. Coast Survey Steamer "Blake", Lieut.-Commander C.D. Sigsbee, U.S.N., and Commander J.R. Bartlett, U.S.N., commanding. XXIX. Report on the Mollusca. Part 2, Gastropoda and Scaphopoda"; publicado no Bulletin of the Museum of Comparative Zoölogy at Harvard College, 18: 1-492, pls. 10-40.; com sua espécie-tipo, Eudolium crosseanum, descrita por Monterosato no ano de 1869. Sua distribuição geográfica abrange os oceanos tropicais e subtropicais da Terra, em águas profundas.

## Descrição da concha
Compreende, em sua totalidade, caramujos ou búzios de conchas infladas, ovais e um tanto frágeis, com espiral moderadamente baixa e normalmente podendo atingir pouco mais de 8 a 10 centímetros de comprimento, com grande volta terminal e abertura ampla, além de apresentarem tonalidade geralmente castanha, geralmente com faixas ou manchas mais escuras; cobertas com um relevo muito esculpido de finas chanfraduras, ou cordões, em espiral, mas não possuindo varizes. Columela sem pregas e geralmente indistinta do restante do relevo da concha. Abertura com lábio externo engrossado, levemente dentado. Canal sifonal curto ou resumindo-se a uma ondulação. Opérculo apenas na fase jovem. Protoconcha bastante grande.

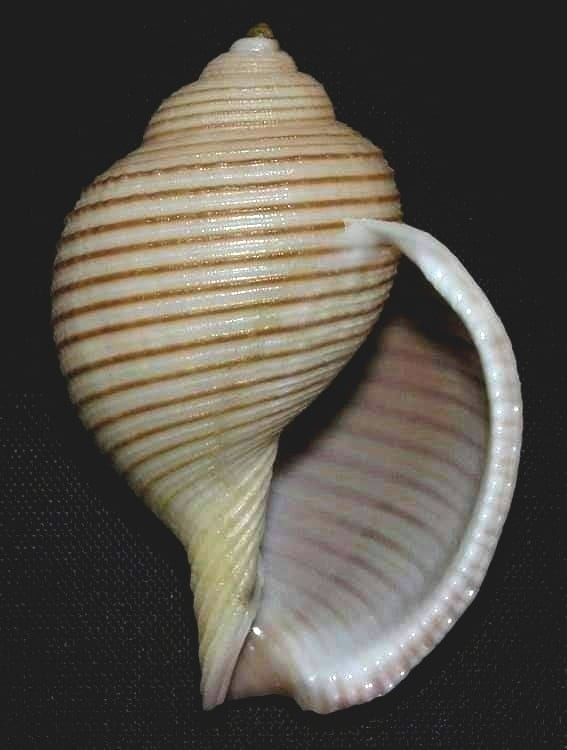
Vista inferior de um espécime de Eudolium bairdii (Verrill & S. Smith, 1881)[1] coletado em Taiwan, entre 200 e 500 metros de profundidade.

## Espécies deEudolium
De acordo com o World Register of Marine Species, incluindo sua sinonímia.
- Eudolium bairdii (Verrill & S. Smith, 1881)

= Eudolium inflatum Kuroda & Habe, 1952
= Eudolium kuroharai Azuma, 1960
= Eudolium lineatum (Schepman, 1909)
= Eudolium solidior (Dautzenberg & Fischer, 1906)
- Eudolium crosseanum (Monterosato, 1869)

= Eudolium javanum (K. Martin, 1879)
= Eudolium pyriforme (G. B. Sowerby III, 1914)
= Eudolium thompsoni McGinty, 1955